# Фёдоров, Олег Константинович
Олег Константинович Фёдоров (6 июня 1936, Таганрог, Северо-Кавказский край РСФСР, СССР — 21 июня 2011, Королёв, Московская область, РФ) — советский, российский учёный-геофизик, кандидат технических наук, альпинист, инженер-конструктор, эколог, художник, мастер спорта СССР по альпинизму (1976).

## Биография
Родился 6 сентября 1936 года в городе Таганроге Северокавказского края РСФСР, СССР, по образованию инженер-механик, геофизик, кандидат технических наук.
Альпинизмом О. К. Фёдоров начал заниматься с 1958 года. Был инструктором альпинизма, инструктором-методистом 1 категории, имел жетон «Спасательный отряд» (с 1965), имел звание мастера спорта СССР по альпинизму (Калининград, № 127084, 31.12.1976). Совершил более 150 восхождений, в том числе более 15 по маршрутам 5Б — 6 категории трудности. Призёр чемпионатов СССР, Вооружённых Сил СССР, первенств спортивных обществ по альпинизму.
С 1994 года — председатель комиссии Федерации альпинизма России и ЕААС по экологии гор, по другим данным — председатель комиссии экологии гор Евроазиатской ассоциации, являлся членом Исполкома общества Российско-Непальской дружбы и вице-президентом Российского общества дружбы и сотрудничества с Непалом. Разработчик и руководитель экологического проекта «Эверест-Сагарматха», в рамках которого были проведены 4 гималайские научно-экологические экспедиции.
С 1995 года — технический директор Центра методов и средств активного воздействия на погоду, с 2001 года — научный консультант вышеназванного Центра. Активно участвовал во внедрении методов по «разгону дождевых облаков» с применением авиации, разрабатывал специальную программу применения альпинистской техники для подъёма на готовую к старту ракету, во время работы на Байконуре.
В последние годы жизни совместно с Федерацией альпинизма России принимал активное участие в разработке и становлении образовательных программ в альпинизме. Преподавал ряд альпинистских и других дисциплин, писал картины.
Автор 15 публикаций по экологии высокогорных районов Земли. Кавалер ордена альпинистов «Эдельвейс».
Умер 21 июня 2011 года в возрасте 75 лет. Похоронен в городе Королёве Московской области.

## Общественная деятельность
- председатель комиссии Федерации альпинизма России и ЕААС по экологии гор (1994),
- член Исполкома общества Российско-Непальской дружбы[1][2].

## Награды и звания
- Мастер спорта СССР по альпинизму[3][5],
- Призёр чемпионатов СССР, Вооружённых Сил СССР, первенств спортивных обществ по альпинизму,
- Кавалер ордена альпинистов «Эдельвейс»[1][2][3][5].

## Память
- Выставка памяти Олега Константиновича Фёдорова[4]:

«… ушел из жизни Олег Константинович Фёдоров — альпинист, инженер, эколог, художник, великий оптимист. Судьба свела нас с Олегом Константиновичем на рубеже веков, когда мы прорабатывали научную и инженерную части наших экологических экспедиций на Эльбрус. Олег Константинович тогда подсказал несколько решений, свёл с интересными людьми, вселил в нас уверенность в осуществление наших фантастических проектов (с печкой для сжигания мусора, с чудо-порошком и пр.). <…> нашёл время побывать у нас и рассказать о горах и экологии в горах. На выставке его картины, альбомы с вырезками из журналов и газет 60-х и 70-х годов».— Вадим Карелин

## Избранные сочинения
- Фёдоров О. К. Непал. Любовь и боль русского альпиниста / О. К. Фёдоров. — М.: Игоря Балабанова, 2008. — 201 с. — ISBN 978-5-91563-001-6. Российская национальная библиотека.
- Фёдоров О. К. Виктор Некрасов // Лед и пламень. Альпинистский орден «Эдельвейс» Альманах. — М.: Издательский дом «Российский писатель», 2003. — Вып. 2. — С. 105—122. — ISBN 5-87449-047-7.:

«В 1975 году я работал по советско-американской программе „СОЮЗ-АПОЛЛОН“. <…> сроком окончания этой программы было 25 июля, хотя в случае задержки запусков советского или американского космических кораблей срок мог отодвинуться. Команда ДСО „ЗЕНИТ“, в которую я входил <…> уезжала в горы в начале июля. Во время подготовки к полёту космических кораблей „СОЮЗ“ на космодроме Байконур, майор-инженер, альпинист Валерий Старлычанов, служивший на космодроме, предложил поехать в составе команды Вооружённых сил, поскольку эта команда выезжала в горы в начале августа. Я согласился — уникальная возможность попасть в район Юго-Западного Памира, совершенно не освоенного альпинистами. Виктор Некрасов в 1974 году в Шахдарьинском хребте увидел высокие красивые горы, названий и описаний которых не нашлось ни в географической, ни в альпинистской литературе. <…> в верхний базовый лагерь поднимается Некрасов. Вместе с ним приходит уполномоченный Спорткомитета СССР Владимир Волченко. Некрасов объявляет подготовку к восхождению на гору, стеной запирающую боковое ущелье. <…> Объявляется и состав штурмовой группы: Некрасов — руководитель, Старлычанов, Матюшин, Фёдоров и Власов — участники. Как потом окажется, это было последнее сложное, да и вообще последнее, восхождение Некрасова. <…> Дальнейшие события едва не стали трагическими. Наступила ночь. Луны на небе не было. Командир в связке со Старлычановым продолжал упорно спускаться. Наша связка из трёх человек слегка поотстала. Мы шли по едва различимым следам первой связки. Я шёл впереди. Вдруг какая-то неодолимая сила заставила меня резко остановиться. Боже! Следы заканчивались на ледовом отвесе. Ещё шаг и я бы полетел вниз. Ко мне осторожно подошли Матюшин и Власов. Снизу послышались какие-то звуки. Мы быстро ввинтили два ледобура, сблокировали их репшнуром, освободили верёвку для спуска, и я „поехал“ вниз. Через некоторое время в меня судорожно вцепились руки, и я услышал невнятную речь. Я был лицом к ледовому склону, руки не отпускали меня, и я не мог спуститься до опоры для ног. Когда всё же встал на обе ноги, то увидел зашнуренную в штормовку фигуру, которая оказалась Некрасовым. <…> Немного далее по горизонтали на полочке метрах в пяти находился Старлычанов. Я ввернул пару ледобуров, навесил карабины, и мы втроём вложили в них самостраховочные петли. <…> Было удивительно, как, проскользив по почти отвесной стене метров 25, они задержались на узкой полке, покрытой снегом, который, видимо, смягчил удар приземления, точнее „приледнения“. Как они не скатились с неё опять на отвесную часть? На этой полке их смогла задержать только Божья милость и чудо. <…> Некрасов договорился о поездке в гости в Хорогский ботанический сад, нас встречает Худоёр Юсуфбеков, главный научный руководитель ботанического сада. <…> Дружеские отношения Некрасова и академика Юсуфбекова вызывали вопрос: чем обусловлены их взаимные симпатии, как они нашли друг друга, и какая интеллектуальная общность их объединяет? Вспоминается, что в 1974 году Некрасов включил в состав альпинистского мероприятия на Памире четырёх докторов наук <…> имеющих альпинистскую квалификацию <…> С каждым учёным Некрасов до этого сбора был знаком, считал достойной личностью для участия в коллективном мероприятии в необычной природной обстановке, способствующей свободному обмену мнениями по различным научным аспектам. К концу 1975 года я официально перешёл из ДСО „ЗЕНИТ“ в 13-й спортивный клуб Московского военного округа».
- Фёдоров О. К. Методика очистных работ на Эвересте 95/96. Mountain.RU. Дата обращения: 27 декабря 2018.
- Фёдоров О. К. Экология района Ак-Сай и района ледников Южный Эныльчек и Звездочка. Mountain.RU. Дата обращения: 27 декабря 2018.
- Фёдоров О. К. ЭКОЛОГИЧЕСКАЯ АКЦИЯ "ЭЛЬБРУС-91". Mountain.RU. Дата обращения: 27 декабря 2018. Для участников акции была написана ПАМЯТКА УЧАСТНИКА
- Фёдоров О. К. Вынести мусор с Эвереста. Nepal.ru. Дата обращения: 27 декабря 2018.

## Интересные факты
Юрий МАРЧУКОВ. АЛЬПИНИСТЫ ЗАПУСКАЮТ РАКЕТЫ В КОСМОС. Учебный центр «ПрофСервис». Дата обращения: 26 декабря 2018.: 

«…Лет 30 назад наши конструкторы пытались осуществить „лунную программу“. Но три старта были неудачными. Возникли проблемы и с четвёртой ракетой. Ракетно-космический комплекс Н1-Л3, предназначавшийся для высадки космонавта на Луну и возвращения его обратно на Землю, имел весьма внушительные размеры: высота — 105 метров, диаметр нижней части „юбки“ — 16 метров. На высоте около 70 метров на внутренней поверхности головного обтекателя находились аккумуляторные батареи. Ресурс батарей не превышал одного месяца <…> Одним из специалистов, готовивших комплекс к полёту, был Олег Фёдоров. Изучив чертежи ракеты, они пришли к выводу: используя в качестве „зацепок“ для рук и ног шпангоуты, можно осуществлять перемещения по вертикали и периметру головного обтекателя с помощью специального снаряжения, используемого при штурме горных вершин. Фёдорова с двумя монтажниками командировали в альпинистский лагерь „Цей“ на Кавказе за спецснаряжением. Открыто объяснять необходимость снаряжения в столь необычное время года было нельзя, поэтому сочинили байку о секретной экспедиции в Антарктиду для того чтобы получить желаемое <…> были спроектированы и изготовлены захваты для шпангоутов в местах страховки и закрепления верёвочных трактов для перемещения по ним „груза“, были изготовлены подвесные площадки, обеспечивающие опору для ног монтажника во время работы. Была сформирована группа специалистов для обучения верхолазным работам. Обучающиеся должны были, в первую очередь, привыкнуть перемещаться по вертикали, адаптироваться к действиям на высоте и доверять страховке. Специальная комиссия аттестовала и допустила к выполнению верхолазных работ на комплексе Н1-ЛЗ двенадцать человек. Работа исключительной важности: огромная высота, избави Бог уронить не то что батарею, а шайбу или гайку — последствия могут быть самыми ужасными. Видя, как нерешительно примеряют снаряжение исполнители, инструктор Олег Фёдоров понял: операцию должен выполнять он. Надел на себя страховочное снаряжение, подобрал необходимое количество верёвок, взял свой испытанный в горных восхождениях абалаковский рюкзак и направился к краю площадки обслуживания. Монтажно-верхолазные работы были выполнены, и ракета стартовала в установленный срок, 23 ноября 1972 года».